# Саммит ШОС в Самарканде (2022)
Самаркандский саммит Шанхайской организации сотрудничества (узб. Shanxay hamkorlik tashkilotining Samarqand sammiti, англ. Samarkand Summit of the Shanghai Cooperation Organization, кит. упр. 年上海合作组织撒马尔罕峰会) — саммит лидеров государств — членов организации, который состоялся в одноимённом узбекистанском городе 15—16 сентября 2022 года. Саммит стал 22-й встречей с момента реорганизации организации. Саммит прошел в недавно открывшемся комплексе «Silk Road Samarqand» в Самарканде.

## История
Встреча лидеров государств-членов ШОС проводится один раз в год. Саммит ШОС в Самарканде стал четвёртым подобным мероприятием, проведенным в Узбекистане. Предыдущие проходили в Ташкенте в 2004, 2010 и 2016 годах. Самарканд стал 15—м городом, принявшим саммит. Предыдущие две встречи в 2020 и 2021 годах прошли онлайн из-за пандемии. 15—16—сентября президенты впервые за три года встретились лицом к лицу на саммите в Самарканде, где было подписано более 40 документов. В итоге была принята Самаркандская декларация и статус председателя организации впервые был передан от Узбекистана Индии.

## Подготовка к саммиту
Как сообщил на заседании Международного пресс-клуба первый заместитель председателя Госкомитета по инвестициям Лазиз Гудратов, саммит ШОС 2022 года пройдет в Самарканде.

Принята большая программа реконструкции Самарканда. В 2022 году в городе пройдет саммит ШОС. В мероприятии примут участие около 20 президентов и лидеров. Все это требует строительства новых инфраструктурных объектов и гостиниц.— Лазиз Кудратов
Архитектурно-проектная компания «China Construction Engineering Design Group Corporation Ltd.» занималась разработкой концепции генерального плана города Самарканда по размещению туристической зоны «Samarkand City» и объектов, где будет проходить саммит . В рамках подготовки к саммиту в Самарканде были построены новый аэропорт, 8 новых гостиниц и Международный туристический центр.
Саммит прошел в туристическом центре, расположенном между Самаркандским и Тайлакским районами .

### Автомобильные номера
Для автомобилей, обслуживающих персон, были введены временные специальные номерные знаки серий SSS и SSP, а вместо цифр, обозначающих регион автомобиля, в этих номерных знаках была размещена эмблема ШОС . Также была выпущена серия SCO, которая является английской аббревиатурой ШОС, с синим фоном номерных знаков . На автомобили руководителей государств были выданы номерные знаки серии SCO VIP с зелёным фоном.

## Участники

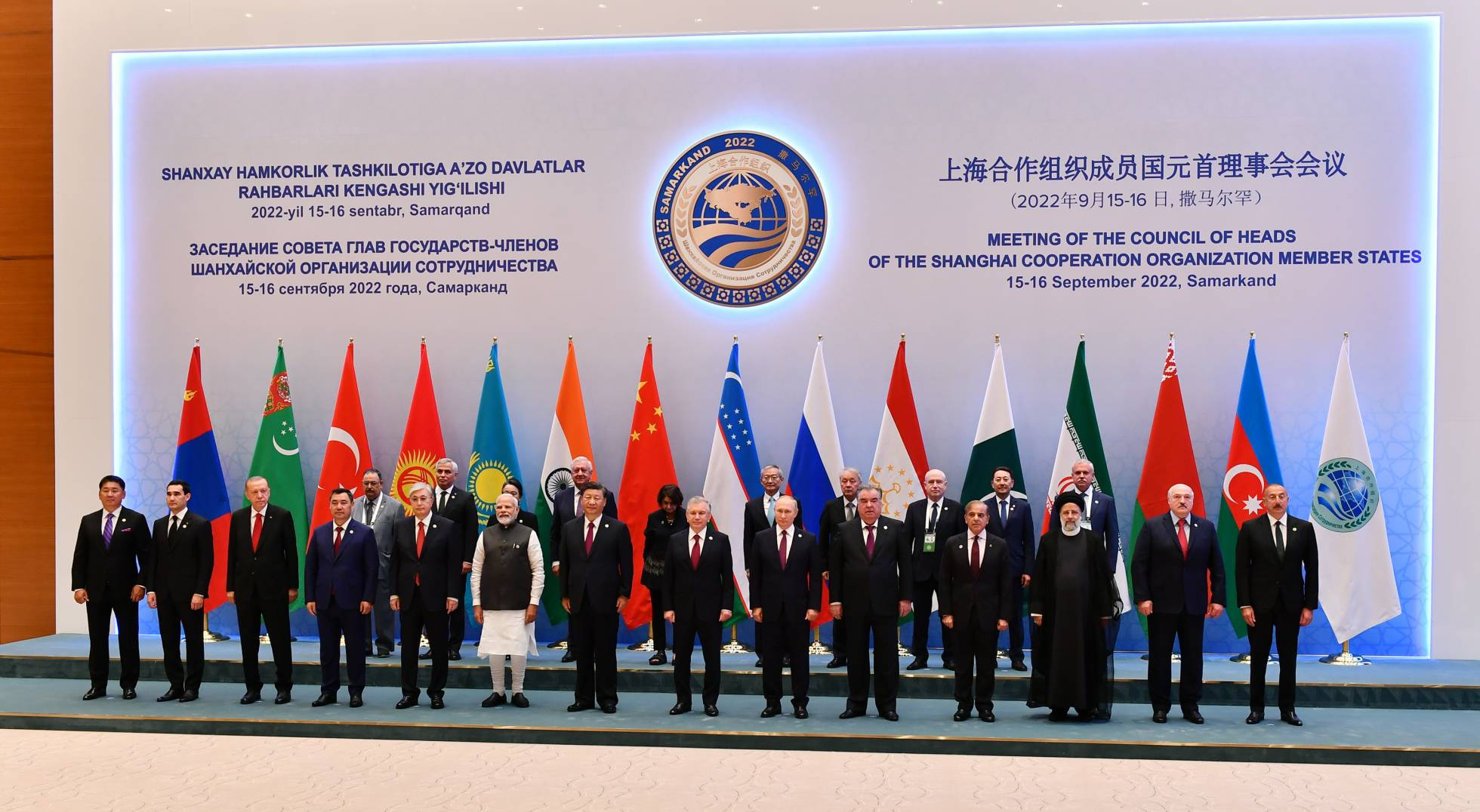
Главы государств и руководители международных организаций, участвовавшие в самаркандском саммите ШОС 2022 года в групповом фото

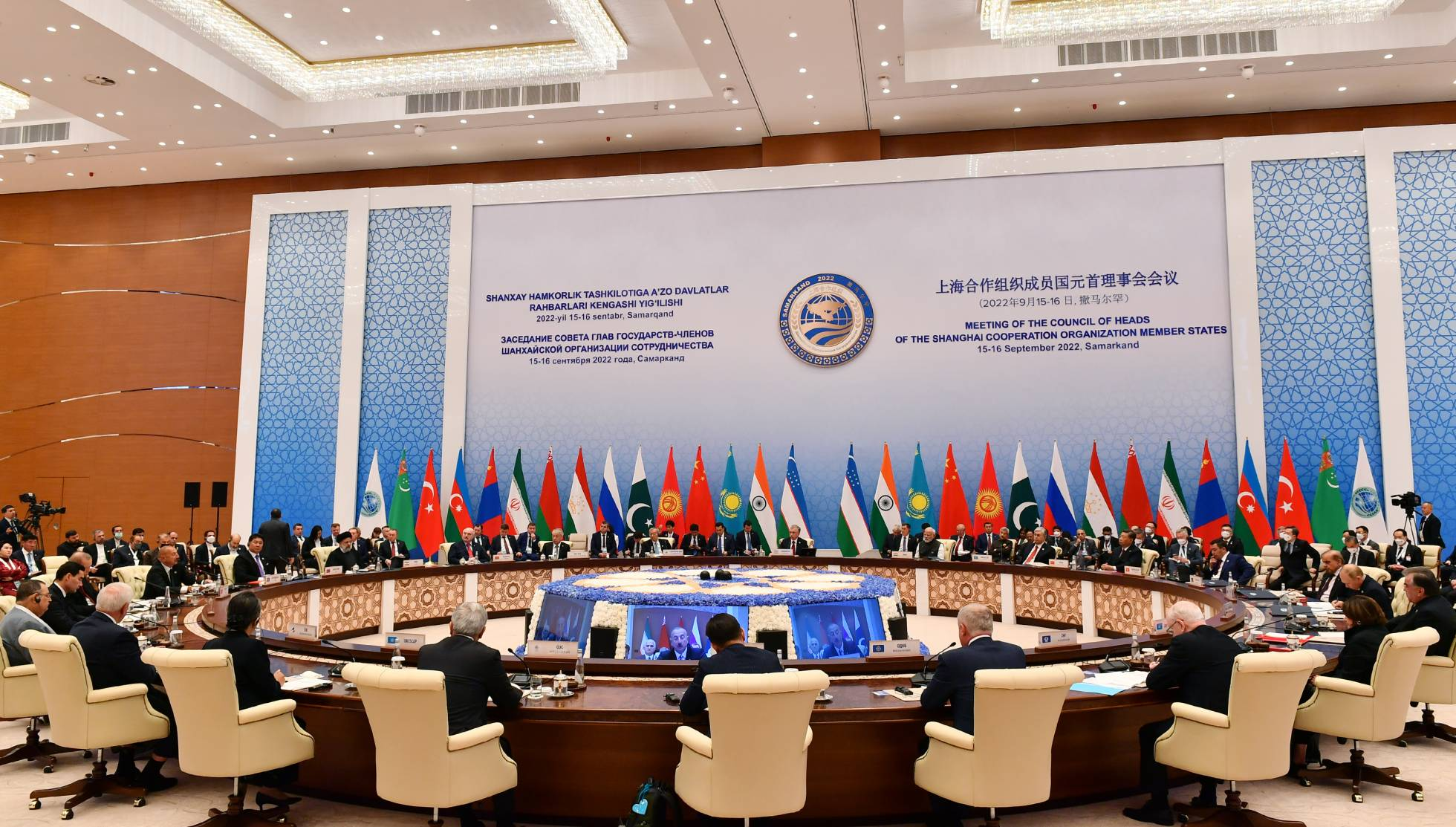
Заседание совета глав государств — членов ШОС в расширенном составе (Самарканд, 16 сентября 2022 года)

Страна-хозяйка и лидер выделены жирным шрифтом.
| ФИО                   | Должность       | Состояние    |
| --------------------- | --------------- | ------------ |
| Шавкат Мирзиёев       | президент       | Узбекистан   |
| Владимир Путин        | президент       | Россия       |
| Си Цзиньпин           | председатель    | Китай        |
| Нарендра Моди         | премьер-министр | Индия        |
| Шахбаз Шариф          | премьер-министр | Пакистан     |
| Касым-Жомарт Токаев   | президент       | Казахстан    |
| Садыр Жапаров         | президент       | Кыргызстан   |
| Эмомали Рахмон        | президент       | Таджикистан  |
| Александр Лукашенко   | президент       | Беларусь     |
| Ибрагим Раиси         | президент       | Иран         |
| Ухнаагийн Хурэлсух    | президент       | Монголия     |
| Реджеп Тайип Эрдоган  | президент       | Турция       |
| Ильхам Алиев          | президент       | Азербайджан  |
| Сердар Бердымухамедов | президент       | Туркменистан |

### Постоянно действующие органы ШОС
- генеральный секретарь Чжан Мин
- директор Исполнительного комитета Региональной антитеррористической структуры Руслан Мирзаев

### Международные организации
- ООН;
- Экономическая и социальная комиссия ООН для Азии и Тихого океана;
- ЮНЕСКО;
- СНГ;
- Организация Договора о коллективной безопасности (ОДКБ);
- Евразийский экономический совет;
- Совет по сотрудничеству и мерам доверия в Азии;
- Организация экономического сотрудничества;
- Лига арабских государств[10].

### Те, кто не участвовал
Рахматулла Нуримбетов, национальный координатор ШОС от Узбекистана, проинформировал журналистов об отсутствии на этом саммите представителей Афганистана:

Афганистан не будет представлен на саммите в Самарканде. Шанхайская организация сотрудничества не имеет временных отношений с этой страной..— Р. Нуримбетов
Также «Sputnik Армения» сообщило, что из-за обострения ситуации на границе между Арменией и Азербайджан в ночь на 13 сентября премьер-министр Армении Никол Пашинян не будет участвовать в саммите ШОС.

## Посещение саммитов
| График посещения Самаркандского саммита ШОС | График посещения Самаркандского саммита ШОС | График посещения Самаркандского саммита ШОС |
| ------------------------------------------- | ------------------------------------------- | ------------------------------------------- |
| Дата посещения                              | Глава государства                           | Встречал                                    |
| 14.09.2022                                  | Ухнаагийн Хурэлсух                          | Абдулла Арипов                              |
| 14.09.2022                                  | Розмари ДиКарло                             | ?                                           |
| 14.09.2022                                  | Ибрагим Раиси                               | ?                                           |
| 14.09.2022                                  | Си Цзиньпин                                 | Шавкат Мирзиёев                             |
| 14.09.2022                                  | Садир Жапаров                               | Абдулла Арипов                              |
| 15.09.2022                                  | Эмомали Рахман                              | Абдулла Арипов                              |
| 15.09.2022                                  | Сердар Бердымухамедов                       | Абдулла Арипов                              |
| 15.09.2022                                  | Владимир Путин                              | Абдулла Арипов                              |
| 15.09.2022                                  | Шахбаз Шариф                                | Абдулла Арипов                              |
| 15.09.2022                                  | Александр Лукашенко                         | Абдулла Арипов                              |
| 15.09.2022                                  | Ильхом Алиев                                | Абдулла Арипов                              |
| 15.09.2022                                  | Реджеп Тайип Эрдоган                        | Абдулла Арипов                              |

### Посещения в комплекс Хазрати Хизр

#### Лукашенко
История этого комплекса была представлена Президенту Беларуси .

### Вечерние мероприятия
Главы государств приняли участие в церемонии посадки деревьев на площади у Конгресс-центра . Главы государств совершили прогулку по комплексу «Баки Шахар» (Вечный город) .

## Встреча лидеров

### Мирзиёев и Хурэлсух
14 сентября Шавкат Мирзиёев провел встречу с Президентом Монголии Ухнаагийн Хурэлсухом, прибывшим в Самарканд для участия в очередном саммите ШОС. По итогам встречи было принято решение принять «дорожную карту» по расширению взаимовыгодного сотрудничества между двумя странами .

#### Мирзиёев и ДиКарло
Также в этот же день Шавкат Мирзиёев встретился с Розмари ДиКарло, заместителем Генерального секретаря ООН по политическим вопросам и миростроительству, приехавшей в Самарканд для участия в саммите ШОС.
Розмари ДиКарло передала Мирзиёеву приветствие Генерального секретаря ООН Антониу Гутерриша и выразила поддержку реформам, реализуемым в рамках стратегии развития Нового Узбекистана на 2022—2026 годы. В завершение встречи стороны договорились об укреплении сотрудничества в уменьшении последствий Аральской катастрофы, установлении мира в Афганистане, содействии устойчивому развитию в Центральной Азии, укреплении взаимозависимости .

### Мирзиёев и Раиси
В Конгресс-центре Самарканда состоялась встреча Президента Шавката Мирзиёева и Президента Исламской Республики Иран Ибрагима Раиси, прибывшего в Узбекистан с официальным визитом. На встрече президенты обсудили вопросы укрепления двусторонних отношений, расширения практического сотрудничества в политической, торгово-экономической, инвестиционной, транспортно-логистической и культурно-гуманитарной сферах. Они также обменялись мнениями по проблеме Афганистана. Ибрагим Раиси предложил Президенту Узбекистана приехать в Иран в удобное для него время. По итогам встречи было подписано 18 документов. Президент Узбекистана Шавкат Мирзиёев и Президент Ирана Ибрагим Раиси подписали совместное заявление .
По итогам переговоров были подписаны двусторонние соглашения и меморандумы:
- Соглашение об упрощении визовых процедур для представителей деловых и научных кругов и туристических групп;
- Соглашение о двустороннем освобождении владельцев дипломатических паспортов от визовых требований;
- Программа сотрудничества в сфере туризма на 2022—2025 годы;
- Меморандум о взаимопонимании в области науки, технологий и инноваций;
- Меморандум об обмене электронной таможенной информацией о перемещении товаров и транспортных средств через таможенную границу;
- Меморандум об обмене электронной информацией по E-TIR;
- Меморандум о сотрудничестве в области науки, исследований, образования и технологий;
- соглашение между министерствами сельского хозяйства;
- Меморандум о сотрудничестве в области здравоохранения, лечения, научных исследований, образования, фармацевтики и медицинской техники;
- Меморандум о сотрудничестве в области спорта;
- Меморандум о сотрудничестве в нефтегазовой и нефтехимической отраслях;
- Меморандум об осуществлении международных грузоперевозок и транзита через порт «Чобахор»;
- Программа сотрудничества между министерствами иностранных дел на 2022—2024 годы;
- Меморандум по вопросам занятости и трудовых отношений.

### Мирзиёев и Си
15 сентября в Конгресс-центре состоялась встреча Президента Узбекистана Шавката Мирзиёева и Председателя КНР Си Цзиньпина . Отмечено, что достигнута договоренность о начале строительства железной дороги «Китай-Кыргызстан-Узбекистан», имеющей стратегическое значение для развития региона и его взаимозависимости в транспортном отношении. Обсуждены также вопросы расширения совместных программ в сферах гуманитарного сотрудничества, здравоохранения, производства вакцин, науки, образования и культуры. Достигнута договоренность о проведении в 2023 году «Года культуры и искусства народов Узбекистана и Китая», что послужит дальнейшему укреплению взаимной дружбы и взаимопонимания. По итогам встречи были подписаны соглашения о реализации проектов общей стоимостью 15 миллиардов долларов. По завершении переговоров Си Цзиньпин пригласил Президента Узбекистана Шавката Мирзиёева посетить Китай с ответным визитом.
После этого состоялась церемония вручения высшей государственной награды Узбекистана Председателю КНР Си Цзиньпину — Ордена «Дружбы на высшем уровне» . Президент Китая стал первым главой иностранного государства, удостоенным этой награды.
После этих событий лидеры двух стран вместе посадили дерево в саду Международного туристического центра «Великий шелковый путь» в Самарканде .

### Мирзиёев и Шариф
Президент Узбекистана Шавкат Мирзиёев провел встречу с Премьер-министром Пакистана Шахбазом Шарифом, прибывшим в Самарканд для участия в саммите ШОС. Шахбаз Шариф выразил благодарность за теплый прием .
Лидеры уделили внимание вопросам двустороннего торгово-экономического, инвестиционного и транспортно-транзитного сотрудничества, расширения сотрудничества в сфере логистики. Подробно обсуждены вопросы ускорения проекта Трансафганской железной дороги, снятия барьеров в торговле, взаимной доставки товаров.

### Мирзиёев и Алиев
15 сентября Президент Шавкат Мирзиёев провел встречу с Президентом Азербайджана Ильхамом Алиевым, прибывшим в Самарканд для участия в саммите ШОС в качестве почетного гостя. На встрече подробно обсуждены основные задачи дальнейшего укрепления узбекско-азербайджанских отношений стратегического партнерства и сотрудничества. Согласована повестка дня саммита Организации тюркских государств в Самарканде .

### Мирзиёев и Рахмон
15 сентября Шавкат Мирзиёев провел переговоры с Президентом Таджикистана Эмомали Рахмоном. Президенты отметили, что отношения дружбы и добрососедства, стратегического партнерства и союзничества между двумя странами постоянно расширяются и укрепляются. Главы государств подчеркнули важность начала работ по строительству Явонской ГЭС, проекта, отвечающего интересам стран и всего региона, а также обменялись мнениями по актуальным международным и региональным вопросам .

### Мирзиёев и Лукашенко
15 сентября Президент Узбекистана провел встречу с Президентом Беларуси Александром Лукашенко, прибывшим в Самарканд для участия в саммите ШОС. Примечательно, что на эту встречу Лукашенко пришел без галстука. Лукашенко выразил признательность Мирзиёеву за поддержку в начале процедуры приема Беларуси в эту авторитетную международную организацию.
Стороны договорились о расширении сети торговых домов и логистических центров в двух странах, запуске проекта ускоренной доставки продуктов питания «Агроэкспресс», внедрении электронной системы сертификации происхождения товаров.
Лидеры Узбекистана и Беларуси отметили необходимость развития взаимовыгодного промышленного сотрудничества в сферах машиностроения, агропромышленности, химии, фармацевтики и электротехники, а также подчеркнули важность эффективного использования потенциала территорий стран. Мирзиёев предложил провести второй межрегиональный форум в Узбекистане .

### Мирзиёев и Бердымухамедов
15 сентября Президент Шавкат Мирзиёев провёл встречу с Президентом Туркменистана Сердаром Бердымухамедовым, прибывшим в Самарканд в качестве почётного гостя саммита ШОС. Президент Туркменистана поблагодарил Мирзиёева за гостеприимство, оказанное ему в Узбекистане. Приветствие передал Председатель Народного Совета Национального Совета Туркменистана Гурбангулы Бердымухамедов .
15 сентября Шавкат Мирзиёев провел встречу с Президентом Кыргызстана Садиром Жапаровым, прибывшим в страну с рабочим визитом для участия в саммите ШОС. Жапаров поблагодарил Мирзиёева за гостеприимство.
Обращено внимание на важность начала строительства железной дороги «Китай-Кыргызстан-Узбекистан» и ГЭС «Камбарота-1», которые послужат развитию всего Центрально-Азиатского региона и актуальные вопросы международного значения. .

### Мирзиёев и Путин
15 сентября прошли переговоры с Президентом Шавкатом Мирзиёевым и Президентом Российской Федерации Владимиром Путиным, посетившими Самарканд для участия в саммите ШОС .
Лидеры договорились принять комплексный план мероприятий по развитию производственно-технологического партнерства в электронной, фармацевтической, текстильной и швейно-трикотажной отраслях, создать в регионах Узбекистана совместные индустриальные парки, согласилась на проведение очередное форума регионов Узбекистана и Россия в октябре этого года. В ходе визита было отмечено подписание новых инвестиционных соглашений на сумму 4,6 миллиарда долларов в сферах машиностроения, химии, нефтехимии и геологии.
Как сообщил пресс-секретарь президента Узбекистана Шерзод Асадов, Шавкат Мирзиёев и Владимир Путин подписали декларацию о всеобъемлющем стратегическом партнерстве между Узбекистаном и Россией.
Путин наградил главу Узбекистана Шавката Мирзиёева орденом Александра Невского России .

### Мирзиёев и Эрдоган
16 сентября в рамках Самаркандского саммита состоялась встреча Президента ШОС Шавката Мирзиёева с Президентом Турции Реджепом Тайипом Эрдоганом. На встрече обсуждался план саммита Организации тюркских государств, который планируется провести в Самарканде. Достигнута договоренность о реализации новых совместных проектов в сферах сельского хозяйства, текстильной и кожевенной промышленности, электротехники, транспорта, инноваций, высоких технологий, туризма и культуры .

### Мирзиёев и Моди

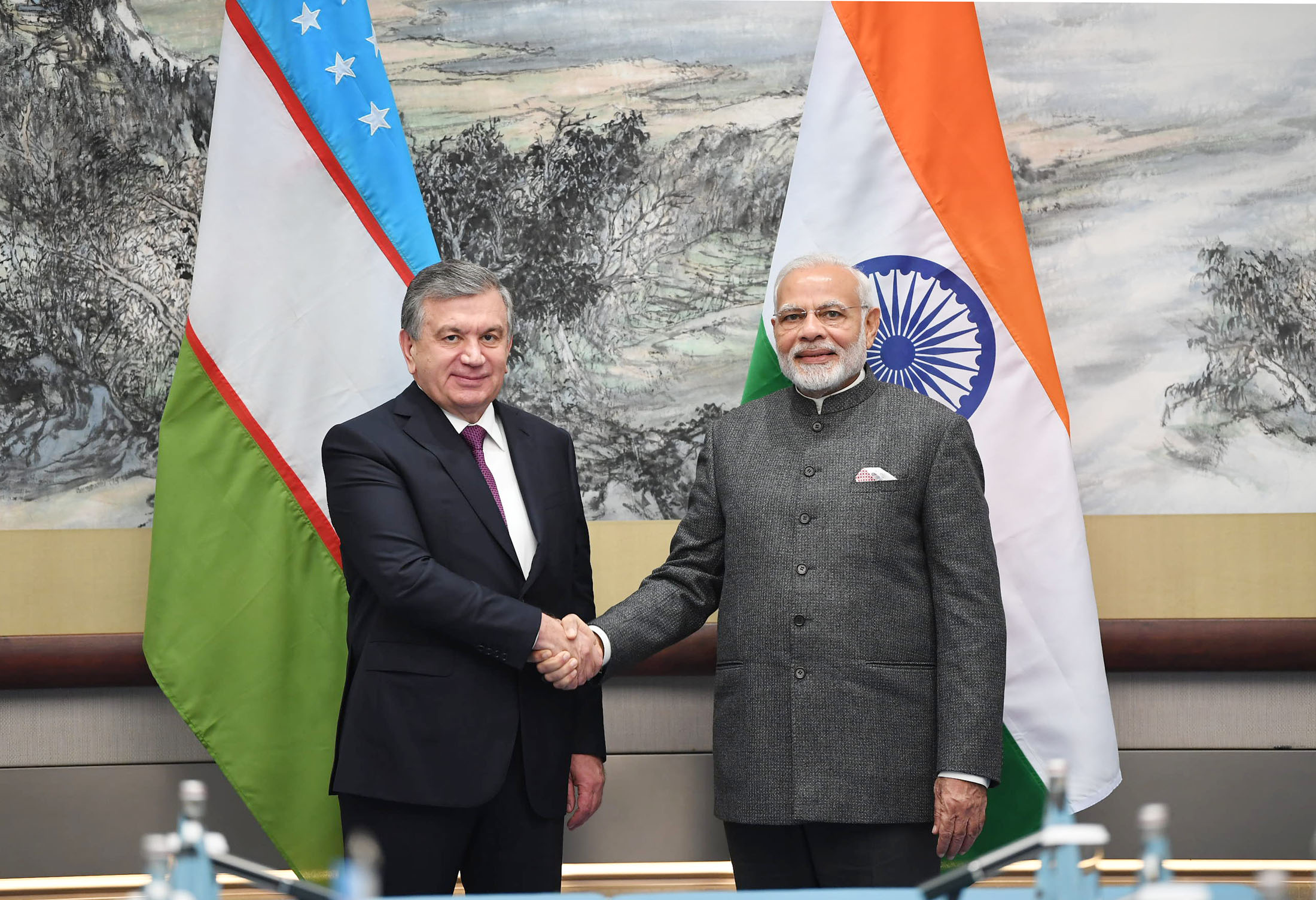
Шавкат Мирзиёев с Премьер-министром Индии Нарендрой Моди

16 сентября в рамках саммита ШОС в Самарканде состоялась встреча Президента Шавката Мирзиёева с Премьер-министром Индии Нарендрой Моди. Мирзиёев поздравил Моди с 75-летием независимости Индии. Успешно реализуются инвестиционные проекты в сфере информационных технологий, здравоохранения, фармацевтики, сельского хозяйства и туризма. Обсуждено увеличение объёма взаимной торговли до 1 миллиарда долларов. Отмечалось, что Узбекистан заинтересован в укреплении транспортных связей с Индией, в том числе с использованием порта «Чобахор». Состоялся обмен мнениями по вопросу оказания гуманитарной помощи Афганистану и содействия восстановлению его экономики. Индийской стороне была выражена благодарность за поддержку резолюции Генеральной Ассамблеи ООН об укреплении взаимозависимости между Центральной и Южной Азией.

### Путин и Си

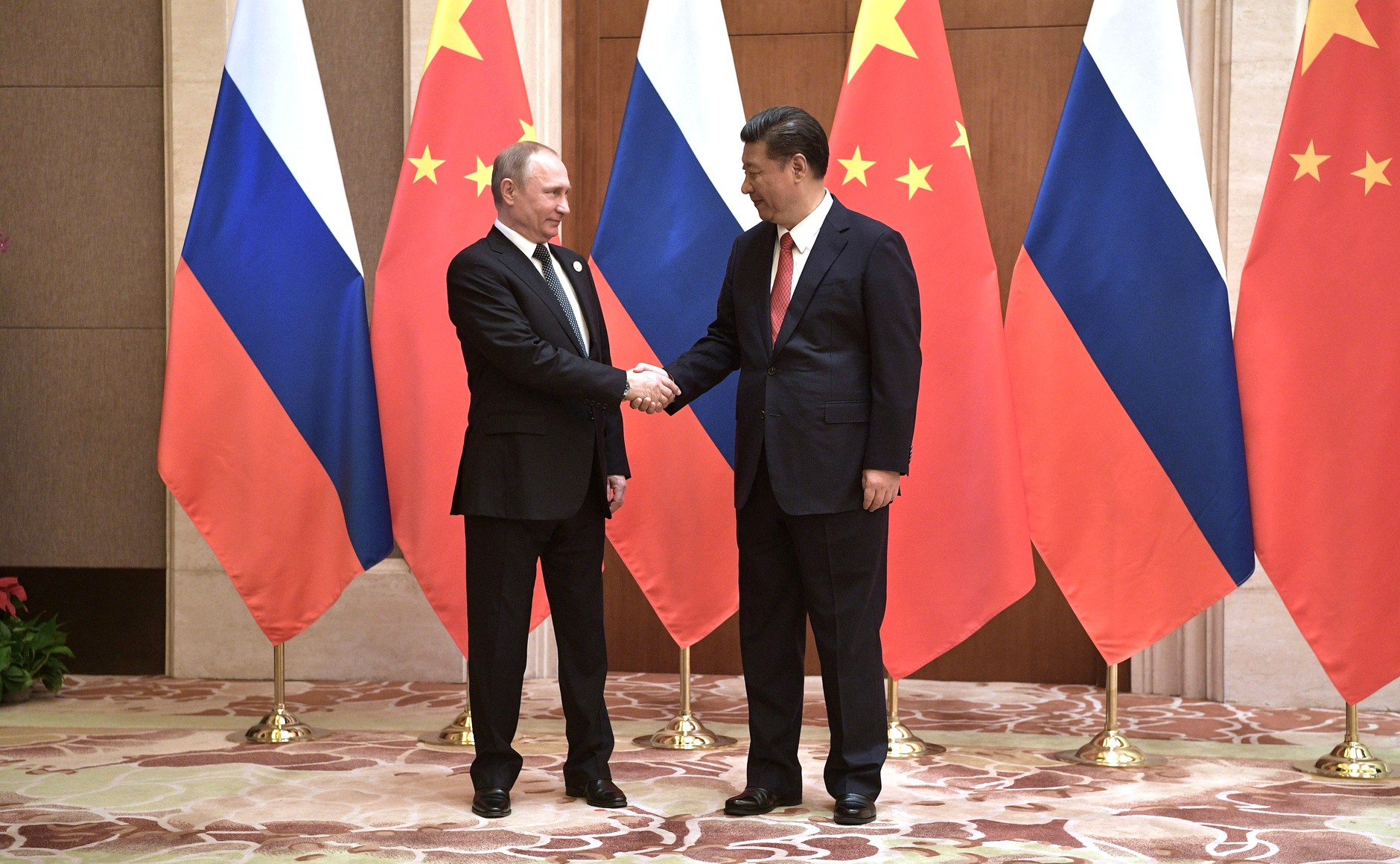
Владимир Путин и Си Цзиньпин

По данным The Wall Street Journal, в рамках этого саммита 16 сентября может состояться встреча президента России Владимира Путина и председателя КНР Си Цзиньпина .

### Путин и Эрдоган

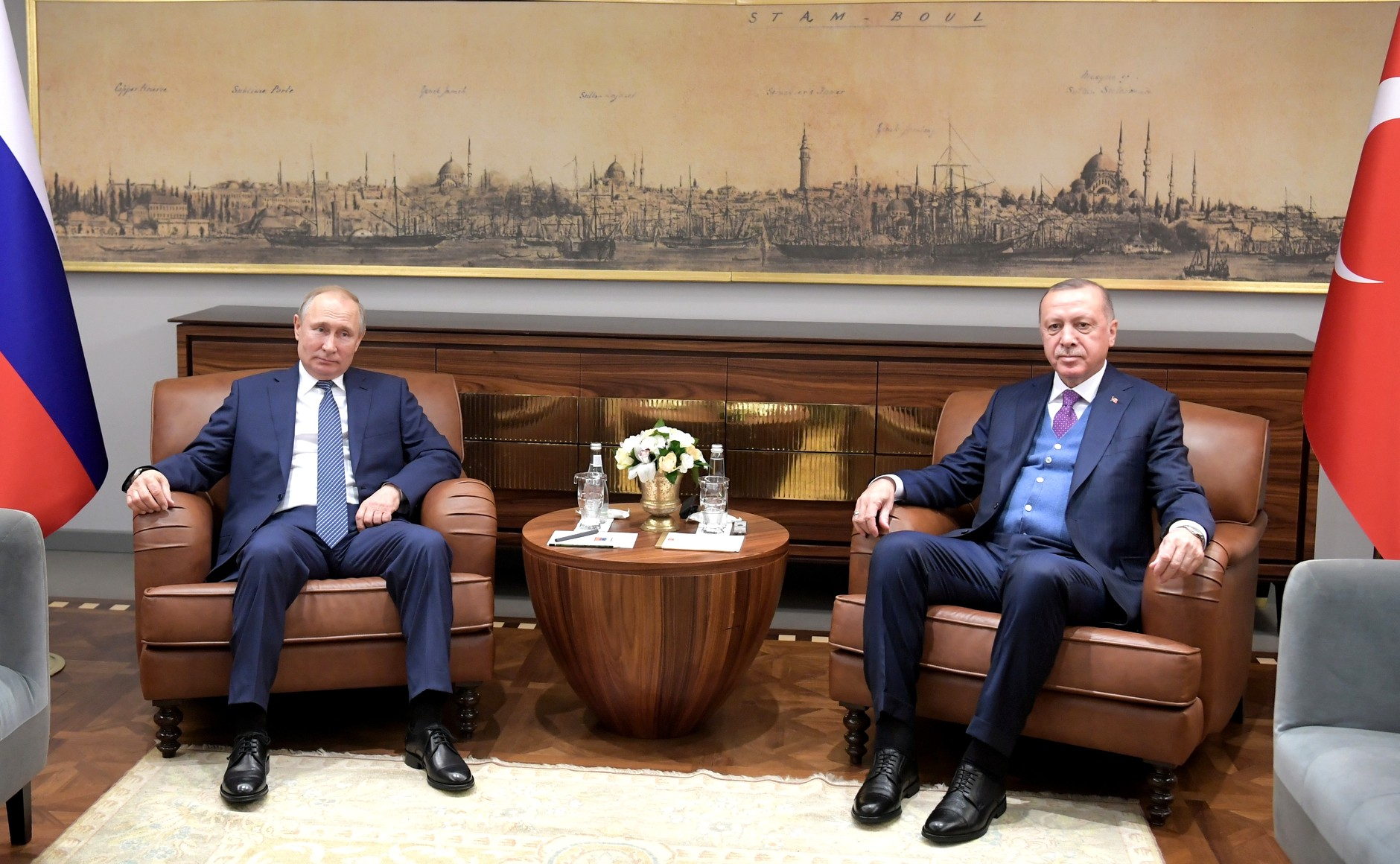
Владимир Путин и Реджеп Тайип Эрдоган. 2020 год.

Иранское издание «Тасним» сообщило , что президент Сирии Башар Асад также встретится с президентом Турции Реджепом Тайипом Эрдоганом в ходе саммита в Самарканде, но национальный координатор Узбекистана по ШОС Рахматилла Нуримбетов, не подтвердил эту информацию.
Согласно статье, опубликованной турецким изданием Hurriyet, Реджеп Тайип Эрдоган сообщил, что ещё раз пригласит Владимира Путина на встречу с Владимиром Зеленским на встрече в Самарканде.
Важнейшей темой встречи Эрдогана и Путина стала ситуация на Украине, где основной акцент был сделан на том, чтобы Эрдоган продолжил все свои усилия по достижению прекращения войны и прекращения огня при посредничестве Турции перед своим российским коллегой и решить проблему дипломатическим путем. Также сообщается, что одним из главных вопросов станет «зерновой коридор».
В рамках саммита Путин также провел встречи с лидерами Азербайджана, Ирана, Туркменистана, Кыргызстана, Индии и Пакистана.

### Путин и Раиси
15 сентября президент России Путин встретился с президентом Ирана Раиси . На встрече Путин проинформировал Президента о том, что на следующей неделе Иран посетит делегация из 80 крупных российских компаний.

Мы сделаем все, чтобы Иран стал полноправным членом ШОС, остались только последние формальности..— В. Путин

### Путин и Шариф
В этот же день В. Путин также встретился с премьер-министром Пакистана Шахбазом Шарифом . Обсуждались вопросы экономического сотрудничества и энергетики, строительства газопровода в Пакистан .

### Эрдоган и Алиев
Главы двух государств встретились в рамках саммита ШОС .

## Ключевые вопросы и решения
16 сентября в Самарканде состоялось заседание Совета глав государств Шанхайской организации сотрудничества. На нем обсуждалось состояние сотрудничества по важным направлениям деятельности ШОС и перспективы его развития, а главы государств ШОС приняли Самаркандскую декларацию, которая является основным итоговым документом мероприятия .
За всю историю организации было подписано рекордное количество соглашений, концепций, программ и других решений, а их общее количество составило 44. Это:
- О Комплексном плане мероприятий по реализации положений Соглашения о долгосрочном добрососедстве, дружбе и сотрудничестве государств — членов ШОС на 2023—2027 годы;
- О концепции государств-членов ШОС по развитию взаимозависимости и созданию эффективных транспортных коридоров;
- О положении о почётном звании «Посол доброй воли ШОС»;
- О «дорожной карте» постепенного увеличения доли национальных валют во взаиморасчётах государств — членов ШОС;
- О подписании меморандума об обязательствах Ирана по получению статуса государства — члена ШОС;
- О начале процесса приёма Республики Беларусь в члены ШОС ;
- О предоставлении статуса партнёра по диалогу ШОС Мальдивской Республике, Бахрейну, Объединённым Арабским Эмиратам, Республике Союз Мьянма и Государству Кувейт ;
- Об объявлении города Варанаси (Индия) «туристической и культурной столицей» ШОС на 2022—2023 годы;
- О подписании меморандума между Секретариатом ШОС и Управлением ООН по вопросам образования, науки и культуры (ЮНЕСКО);
- Об отчетах Генерального секретаря ШОС о деятельности организации в прошлом году и деятельности Совета Региональной антитеррористической структуры ШОС в 2021 году;
- О прекращении действия решений Совета глав государств ШОС.

Приняты решения по совершенствованию деятельности ШОС, а также заявления:
- о действиях по реагированию на изменение климата;
- по обеспечению надёжных, устойчивых и диверсифицированных цепочек поставок;
- по обеспечению глобальной продовольственной безопасности;
- приняты заявления по обеспечению международной энергетической безопасности.

Документы, подписанные в рамках мероприятия:
- Меморандум об обязательствах Ирана по получению статуса члена ШОС;
- Соглашение о сотрудничестве в сфере туризма между правительствами государств — членов ШОС;
- Основные принципы сотрудничества в сфере торговли услугами между государствами — членами ШОС;
- Меморандум о сотрудничестве между компетентными органами стран ШОС в области музейного дела;
- Соглашение о сотрудничестве между компетентными органами стран ШОС в области карантина растений;
- Программа сотрудничества стран ШОС в области использования возобновляемых источников энергии;
- Программа инфраструктурного развития стран ШОС;
- Программа развития производственной кооперации деловых кругов стран ШОС;
- Программа развития цифровой грамотности ШОС;
- Программа сотрудничества государств — членов ШОС по развитию искусственного интеллекта;
- «дорожная карта» по сотрудничеству медицинских организаций государств — членов ШОС в области профилактики и лечения инфекционных заболеваний;
- План мероприятий по научно-техническому сотрудничеству по приоритетным направлениям между государствами — членами ШОС (на 2022—2025 годы);
- совместный план действий по развитию внутрирегиональной торговли в ШОС;
- Концепция сотрудничества стран ШОС в сфере телемедицины;
- Концепция сотрудничества стран ШОС в сфере внедрения «умного» сельского хозяйства и агроинноваций;
- Меморандум между секретариатами ШОС и Лиги арабских государств;
- Меморандум о взаимопонимании между Секретариатом ШОС и Организацией Объединённых Наций по вопросам образования, науки и культуры (ЮНЕСКО);
- Меморандум о взаимопонимании и другие документы были подписаны между Секретариатом ШОС и Экономической и социальной комиссией для Азии и Тихого океана (ЭСКАТО)[48] .

### Полноправное членство Ирана в ШОС
Подписан меморандум об обязательствах Ирана стать полноправным членом ШОС. В 2021 году начался процесс вступления Ирана в полноправные члены ШОС. 15 сентября 2022 года в Самарканде генеральный секретарь ШОС Чжан Мин и министр иностранных дел Ирана Хосейн Амир Абдуллохиян подписали меморандум о полноправном членстве Ирана в организации. Генеральный секретарь ШОС Чжан Минь назвал сегодняшний день важным для Ирана и организации. По словам Абдуллахияна, все документы, касающиеся процесса вступления Ирана в ШОС, были одобрены кабинетом министров страны и направлены на рассмотрение в парламент.

«Отныне мы вступили в новый этап различного экономического, торгового, транзитного и энергетического сотрудничества»— Хусейн Амир Абдуллахиян

«Для ШОС важна позиция Исламской Республики Иран как сильной и стабильной страны региона. Вступление Ирана в группу стран-членов укрепит Шанхайскую организацию сотрудничества».— Чжан Мин

### Официальные мнения
Официальные лица также объявили следующее за несколько дней до начала саммита:

«Мы продолжаем работать над перечнем дополнительных документов, которые будут представлены на Самаркандский саммит. Главным итоговым документом саммита является Самаркандская декларация глав государств, в которой нашли отражение общие подходы стран ШОС к решению региональных и глобальных проблем, а также определены направления развития организации.».— Рахматулла Нуримбетов, национальный координатор по делам ШОС Узбекистана

Будет рассмотрена заявка около 10 стран на участие в деятельности ШОС в качестве полноправного члена, наблюдателя и коммуникационного партнёра..— МИД Рес. Уз. Владимир Норов

## Ограничение

### Школы
По сообщению пресс-секретаря Министерства народного образования Республики Узбекистан Лайлы Рустамовой, новостной сайт Kun.uz сообщил, что УНО Самаркандской области направило в министерство письмо с согласием на позднее начало учебных процессов в школах в город Самарканд . Министерство рассматривает несколько вариантов:
1. Занятия в школах Самарканда могут проходить онлайн до 20 сентября.
2. после начала учебного года занятия в школах пройдут 5-10 сентября, а занятия в течение недели саммита будут перенесены, а затем возобновлены с 19 или 20 сентября.

### ВУЗ
Благодаря саммиту в конце сентября началось традиционное обучение в высших учебных заведениях Самаркандской области. До этого студенты обучались дистанционно (онлайн) .

### Перекрытие улиц
В целях безопасности саммит пройдет с 14 по 17 сентября в Ибн Сина, Бостонсарай, Юниверсити Авеню, Намазгох, Садриддин Айний, Регистан, Рудакий, Шахизинда, Уста Умар Джоракулов, Ислам Каримов, Афросиаб, Беруний, Мирзо Улуг в Самарканд: движение транспортных средств было ограничено на улицах Бека, Гулабада, Мукими и Дахбеда. К движению допускались только машины скорой помощи и спецавтомобили МЧС .
С 5 по 20 сентября временно ограничен въезд грузовых автомобилей и спецтехники в город Самарканд. Также временно ограничено движение транспортных средств на участках въезд-выезд международных автомобильных дорог М-37 Самарканд-Бухара-Туркманбоши, М-37А и М-39 Алматы-Ташкент-Термез, проходящих по территории города Самарканда. Рынок автозапчастей, расположенный между 40-43 километрами Самаркандской кольцевой автомобильной дороги М-37А, также был временно закрыт в эти даты.